# Ảo tượng
Ảo tượng là hiện tượng quang học tự nhiên xảy ra khi ánh sáng bị bẻ cong tạo ra hình ảnh của những vật thể xa trên bầu trời. Khác với ảo giác, ảo tượng là một hiện tượng quang học có thật và ghi nhận được trên camera, do ánh sáng thực sự bị khúc xạ tạo ra ảnh ảo ở vị trí người quan sát.

## Ốc đảo trên sa mạc

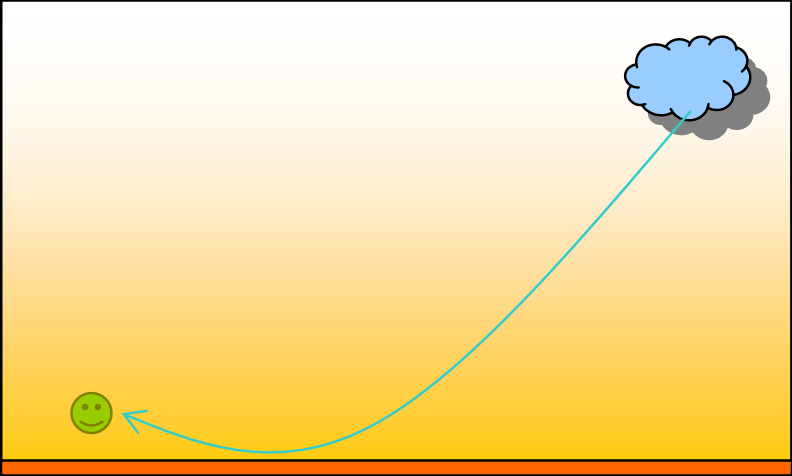
Tại sa mạc, nhiệt độ không khí có sự chênh lệch lớn theo độ cao của lớp khí, khiến chiết suất không khí khác nhau ở các độ cao khác nhau. Trong điều kiện quang học này, tia sáng từ bầu trời có thể được phản xạ toàn phần đến mắt người quan sát đứng trên sa mạc, tương tự như được phản chiếu từ mặt hồ nước.

"Ốc đảo trên sa mạc" là ví dụ truyền thống về ảo ảnh quang học. Ảo ảnh này vốn được quan sát bởi người đi trên sa mạc: họ có thể thấy xuất hiện phía trước vài trăm mét hình ảnh hồ nước lóng lánh, nhưng khi đến gần thì chỉ thấy cát. Ảo ảnh kiểu này cũng quan sát được khi đi trên đường nhựa trong thời tiết nắng nóng.
Nguyên nhân vật lý là trong điều kiện sa mạc hay đường nhựa nóng, không khí tại gần mặt đất có nhiệt độ cao hơn không khí trên cao, dẫn đến chiết suất không khí tăng theo độ cao. Trong điều kiện này, các tia sáng từ bầu trời xanh có thể được khúc xạ toàn phần đến mắt người quan sát. Do không khí luôn có các dòng đối lưu gây nhiễu loạn chiết suất, hình ảnh thu được luôn dao động như khi nhìn hình ảnh bầu trời phản xạ từ mặt nước.